# 帖木兒 (馬)
帖木兒（英語：Explosive Witness），是一匹曾在澳洲和香港出賽的已退役賽駒，來港後練馬師是方嘉柏。

## 簡介
起初以澳洲維多利亞州為基地的「帖木兒」曾勝出一場兩歲賽事。其後，「帖木兒」被運來香港服役，加盟方嘉柏馬房。
2020年7月8日，「帖木兒」打開其在港的勝利之門。
2021年1月1日，巴度策騎「帖木兒」勝出國際三級賽洋紫荊短途錦標。賽後，巴度說道：「這是匹理想的坐騎，牠是匹出色的賽駒，速度相當快。」他續道：「但這一場步速不算太快。我一直努力將牠稍稍留後一點以保存體力衝刺，因為牠雖然可以快開，但如果留住來跑的話，末段加速力更強。結果前半程牠能夠放鬆來跑，後半程加速強勁。」他補充：「牠是匹好馬。事前我發覺最近數季這項賽事輕磅馬頗佔上風，因此我覺得坐騎形勢有利，況且牠的狀態甚佳。」練馬師方嘉柏說道：「這匹馬一向演出準繩。牠在跑馬地1000米曾造出優異的分段時間，因此值得給予這個在獲得讓磅的條件下挑戰較高評分對手的機會。終點前幾匹馬鬥得難分難解，很高興勝利屬於我們。」他續道：「我替馬主深感高興。他們很有耐心。這匹馬健康上曾有過不少毛病這匹閹馬來到香港後，便因為健康問題而休養12個月之後才上陣，去年亦一度被發現不良於行，還有懸韌帶的問題。」他補充：「每次我準備讓牠出賽時，牠總是遇到阻滯。最終能夠令到牠依照我的意思做好準備，實在令人太高興了。最近五仗牠贏了四場，上一仗在跑馬地1200米牠的表現其實亦不差。」然而，他認為：「我們還要看多一些時間，牠跑的時候仍然想昂首，表現還不夠專業。牠不懂得自我調節，只會在步速適合的時候才有機會發揮所長。讓我們看看牠未來的進度如何。」
其後，「帖木兒」再上陣27次，取得1冠1亞5季。2024年3月6日宣告退役，正式結束其競賽生涯。

## 同父馬
曾於香港服役出賽並曾勝出大賽的同父馬包括：
- 海翡翠：曾勝出第一班盃賽跑馬地錦標（2017）

## 在港勝出賽事全紀錄
| 比賽日期   | 賽事名稱               | 賽事班次 | 賽道 | 賽事路程 | 比賽馬場   | 名次 | 完成時間 | 騎師   |
| ---------- | ---------------------- | -------- | ---- | -------- | ---------- | ---- | -------- | ------ |
| 08/07/2020 | 巴丙頓讓賽             | 第三班   | 草地 | 1000米   | 跑馬地馬場 | 1    | 0:56.86  | 田泰安 |
| 21/10/2020 | 鋼線灣讓賽             | 第三班   | 草地 | 1000米   | 跑馬地馬場 | 1    | 0:56.62  | 田泰安 |
| 25/11/2020 | 柴灣角讓賽             | 第二班   | 草地 | 1000米   | 跑馬地馬場 | 1    | 0:56.54  | 巴度   |
| 01/01/2021 | 洋紫荊短途錦標（讓賽） | G3       | 草地 | 1000米   | 沙田馬場   | 1    | 0:56.66  | 巴度   |
| 13/12/2023 | 彩雲讓賽               | 第三班   | 草地 | 1000米   | 跑馬地馬場 | 1    | 0:57.04  | 麥道朗 |

## 外部連結
- . 2021-01-01  [2021-01-01]. （原始内容存档于2023-07-13）.